# Серия Гран-при по фигурному катанию сезона 2024/2025
Серия Гран-при по фигурному катанию сезона 2024/2025 — комплекс ежегодных коммерческих турниров по фигурному катанию среди лучших фигуристов планеты (по рейтингу ИСУ), которые пройдут с середины октября до начала декабря 2024 года. Спортсмены на 6 этапах серии будут соревноваться в категориях мужское и женское одиночное катание, парное катание и танцах на льду. За занятые места им будут присуждаться баллы от 15 (за первое) до 3 (за восьмое). Лучшие шесть спортсменов (пар) выступят в финале серии.
Также в августе-октябре 2024 года пройдут этапы юношеского Гран-при; будет проведено семь этапов. Финал состоится вместе с основным.

## Участники
В серии Гран-при по фигурному катанию сезона 2024/2025 имеют право принять участие фигуристы, достигшие возраста 17 лет на 1 июля 2024 года.
До соревнований серии Гран-при на каждый этап допускаются до 12 одиночников как среди мужчин так и женщин, до 8 пар в спортивных парах и до 10 в танцевальных.
Чтобы принять участие в Гран-при сезона, фигуристы должны были заработать на турнирах до начала серии, как минимум, следующие баллы:
| Вид     | Баллы  |
| Мужчины | 160.67 |
| Женщины | 130.97 |
| Пары    | 135.42 |
| Танцы   | 113.74 |
| ------- | ------ |

До юношеского Гран-при допускаются все желающие, но согласно квотам для каждой страны, на основе предыдущего чемпионата мира среди юниоров.

## Взрослый турнир
Весной 2023 года ИСУ определился со временем проведения этапов Гран-при на осень текущего года.
| Турнир                    | Место проведения     | Начало          | Окончание       |
| ------------------------- | -------------------- | --------------- | --------------- |
| Skate America 2024        | США, Аллен           | 18 октября 2024 | 20 октября 2024 |
| Skate Canada 2024         | Канада, Галифакс     | 25 октября 2024 | 27 октября 2024 |
| Grand Prix de France 2024 | Франция, Анже        | 1 ноября 2024   | 3 ноября 2024   |
| NHK Trophy 2024           | Япония, Осака        | 8 ноября 2024   | 10 ноября 2024  |
| Finlandia Trophy 2024     | Финляндия, Хельсинки | 15 ноября 2024  | 17 ноября 2024  |
| Cup of China 2024         | Китай, Чунцин        | 22 ноября 2024  | 24 ноября 2024  |
| Финал Гран-при 2024/2025  | Франция, Гренобль    | 5 декабря 2024  | 8 декабря 2024  |

## Юниорский турнир
ИСУ определился с местами и временем проведения юниорских этапов Гран-при на август и осень 2024 года. Последний (седьмой) этап первоначально планировался во французском городе Эпиналь.
| Турнир                             | Место проведения  | Начало           | Окончание        |
| ---------------------------------- | ----------------- | ---------------- | ---------------- |
| Этап в Латвии                      | Латвия , Рига     | 28 августа 2024  | 31 августа 2024  |
| Этап в Чехии                       | Чехия, Острава    | 4 сентября 2024  | 7 сентября 2024  |
| Этап в Таиланде                    | Таиланд, Бангкок  | 11 сентября 2024 | 14 сентября 2024 |
| Этап в Турции                      | Турция, Стамбул   | 18 сентября 2024 | 21 сентября 2024 |
| Этап в Польше                      | Польша, Гданьск   | 25 сентября 2024 | 28 сентября 2024 |
| Этап в Словении                    | Словения, Любляна | 2 октября 2024   | 5 октября 2024   |
| Этап в КНР                         | Китай, Уси        | 9 октября 2024   | 12 октября 2024  |
| Юниорский финал Гран-при 2024/2025 | Франция, Гренобль | 5 декабря 2024   | 8 декабря 2024   |

## Взрослый состав Гран-при
Взрослый состав участников Гран-при полностью регламентируется правилами ИСУ. По его результатам определяются участники Финала.

### Медальный зачёт
На шести этапах Гран-при будет разыграно 24 комплекта медалей. Ещё 4 комплекта разыграют на самом финале. Таблица приведена после шестого этапа серии Гран-при:
| Место           | Страна           | Золото | Серебро | Бронза | Всего |
| --------------- | ---------------- | ------ | ------- | ------ | ----- |
| 1               | Япония           | 8      | 9       | 5      | 22    |
| 2               | США              | 5      | 3       | 6      | 14    |
| 3               | Канада           | 3      | 3       | 1      | 7     |
| 4               | Италия           | 2      | 3       | 4      | 9     |
| 5               | Франция          | 2      | 2       | 2      | 6     |
| 6               | Великобритания   | 2      | 0       | 0      | 2     |
| 7               | Германия         | 1      | 1       | 0      | 2     |
| 8               | Грузия           | 1      | 0       | 0      | 1     |
| 9               | Венгрия          | 0      | 1       | 0      | 1     |
| 9               | Казахстан        | 0      | 1       | 0      | 1     |
| 9               | Узбекистан       | 0      | 1       | 0      | 1     |
| 12              | Республика Корея | 0      | 0       | 2      | 2     |
| 13              | Австралия        | 0      | 0       | 1      | 1     |
| 13              | Испания          | 0      | 0       | 1      | 1     |
| 13              | Литва            | 0      | 0       | 1      | 1     |
| 13              | Финляндия        | 0      | 0       | 1      | 1     |
| Всего стран: 16 | Всего стран: 16  | 24     | 24      | 24     | 72    |

### Финалисты
| № | Мужское одиночное катание | Женское одиночное катание | Парное катание                     | Танцы на льду                  |
| - | ------------------------- | ------------------------- | ---------------------------------- | ------------------------------ |
| 1 | Илья Малинин              | Каори Сакамото            | Рику Миура/Риючи Кихара            | Лайла Фир/Льюис Гибсон         |
| 2 | Юма Кагияма               | Эмбер Гленн               | Минерва Фабьен Хазе/Никита Володин | Мэдисон Чок/Эван Бейтс         |
| 3 | Сюн Сато                  | Вакаба Хигути             | Сара Конти/Никколо Мачии           | Пайпер Гиллес/Поль Пуарье      |
| 4 | Кевин Аймо                | Хана Ёсида                | Анастасия Метелкина/Лука Берулава  | Гиньяр Шарлен/Марко Фаббри     |
| 5 | Даниэль Грассль           | Моне Тиба                 | Элли Кам/Дэнни О'Ши                | Евгения Лопарёва/Жоффре Бриссо |
| 6 | Михаил Шайдоров           | Рино Мацуике              | Ребекка Гиларди/Филиппо Амброзини  | Маржори Лажуа/Закари Лага      |

### Финал Гран-При
| №       | Мужское одиночное катание | Женское одиночное катание | Парное катание                     | Танцы на льду              |
| ------- | ------------------------- | ------------------------- | ---------------------------------- | -------------------------- |
| Золото  | Илья Малинин              | Эмбер Гленн               | Минерва Фабьен Хазе/Никита Володин | Мэдисон Чок/Эван Бейтс     |
| Серебро | Юма Кагияма               | Моне Чиба                 | Рику Миура/Риючи Кихара            | Гиньяр Шарлен/Марко Фаббри |
| Бронза  | Сюн Сато                  | Каори Сакамото            | Анастасия Метелкина/Лука Берулава  | Лайла Фир/Льюис Гибсон     |

## Юношеский состав Гран-при

### Медальный зачет
В семи этапах юношеского Гран-при будут разыграны 25 комплектов медалей, ещё 4 комплекта будут разыграны в финале. Таблица приведена перед финалом этапов Гран-при, жирным выделено лучшие достижения в каждой номинации.
| Место | Страна           | Золото | Серебро | Бронза | Всего |
| ----- | ---------------- | ------ | ------- | ------ | ----- |
| 1     | Япония           | 6      | 6       | 4      | 16    |
| 2     | США              | 5      | 5       | 4      | 14    |
| 3     | Китай            | 4      | 1       | 2      | 7     |
| 4     | Республика Корея | 2      | 3       | 4      | 9     |
| 5     | Италия           | 2      | 0       | 0      | 2     |
| 6     | Франция          | 1      | 4       | 2      | 7     |
| 7     | Канада           | 1      | 2       | 4      | 7     |
| 8     | Украина          | 1      | 2       | 0      | 3     |
| 9     | Словакия         | 1      | 1       | 1      | 3     |
| 10    | Германия         | 1      | 0       | 2      | 3     |
| 11    | Новая Зеландия   | 1      | 0       | 1      | 2     |
| 12    | Эстония          | 0      | 1       | 1      | 2     |
| Итог  | Итог             | 25     | 25      | 25     | 75    |

### Финалисты
| № | Мужское одиночное катание | Женское одиночное катание | Парное катание                | Танцы на льду                    |
| - | ------------------------- | ------------------------- | ----------------------------- | -------------------------------- |
| 1 | Джейкоб Санчес            | Мао Симада                | Цзясюань Джан/Ихан Хуан       | Ноэми Мария Тали/Ной Лафорнара   |
| 2 | Рио Наката                | Ами Накаи                 | Жасмин Дерошерс/Киран Трэшер  | Ирина Пидгайная/Артем Коваль     |
| 3 | Сэна Такахаси             | Каоруко Вада              | Оливия Флорес/Люк Ван         | Селина Фраджи/Жан-Ганс Фурно     |
| 4 | Янхао Ли                  | Ким Юсон                  | Роман Телемак/Лукас Кулон     | Катарина Вольфкостин/Джеффри Чен |
| 5 | Со Мингю                  | Юйчэнь Ван                | Джулия Кватроки/Симон Демаре  | Дарья Гримм/Михаил Савицкий      |
| 6 | Лукас Вацлавик            | Стефания Гладки           | Саэ Симидзу/Лукас Цуёси Хонда | Эллиана Пил/Итан Пил             |

### Финал юношеского Гран-При
| №       | Мужское одиночное катание | Женское одиночное катание | Парное катание               | Танцы на льду                    |
| ------- | ------------------------- | ------------------------- | ---------------------------- | -------------------------------- |
| Золото  | Джейкоб Санчес            | Мао Симада                | Юйчэнь Ван                   | Ноэми Мария Тали/Ной Лафорнара   |
| Серебро | Со Мингю                  | Каоруко Вада              | Оливия Флорес/Люк Ван        | Катарина Вольфкостин/Джеффри Чен |
| Бронза  | Рио Наката                | Ами Накаи                 | Жасмин Дерошерс/Киран Трэшер | Дарья Гримм/Михаил Савицкий      |